# 1840 na literatura

## Eventos
- Hans Christian Andersen publica Livro de Imagens sem Imagens

## Nascimentos
| Data          | Nome                       | Profissão                               | Nacionalidade | Observações | Ref |
| ------------- | -------------------------- | --------------------------------------- | ------------- | ----------- | --- |
| 12 de Janeiro | Dom Silvério Gomes Pimenta | professor, orador, escritor e arcebispo | Brasil        | m. 1922     |     |
| 2 de Abril    | Émile Zola                 | escritor                                | França        | m. 1902     |     |

## Mortes
| Data | Nome | Profissão | Nacionalidade | Observações | Ref |
| ---- | ---- | --------- | ------------- | ----------- | --- |